# Ókeresztény írók
Az Ókeresztény írók magyar teológiai–filozófiai könyvsorozat, amely a Magyarországon kevéssé ismert, Biblia utáni, ókori egyházi irodalom görög és latin nyelvű műveiből jelentetett meg fordításokat.

## Jellemzői
A fordításokat szakavatott tudósok alapos kritikai jegyzetei kísérik. Kiadója a Szent István Társulat volt. Bár az 1980-ban indult sorozat a szerkesztő, Vanyó László halála után, 2009-ben lezárult, létezik folytatása: a Jel Kiadó Ókeresztény Örökségünk című sorozata. A későbbi, középkori keresztény egyházi irodalommal a Szent István Társulat Középkori keresztény írók sorozata foglalkozik.

## Kötetei
A két kiegészítő kötettel ellátott sorozat a következő köteteket tartalmazza:
Bevezető kötet:
- 1. Vanyó László: Az ókeresztény egyház és irodalma, Szent István Társulat, Budapest, 1980, ISBN 963-360-108-8, 1079 o.

Az egyes ókeresztény írók művei:
- 2. Apokrifek, Szent István Társulat, Budapest, 1980, ISBN 963-360-110-X, 366 o.
- 3. Apostoli atyák, Szent István Társulat, Budapest, 1980, ISBN 963-360-371-4, 382 o.
- 4. Euszebiosz egyháztörténete, Szent István Társulat, Budapest, 1983, ISBN 963-360-184-3, 602 o.
- 5. Az ókeresztény kor egyházfegyelme, Szent István Társulat, Budapest, 1983, ISBN 963-360-185-1, 417 o.
- 6. A kappadókiai atyák, Szent István Társulat, Budapest, 1983, ISBN 963-360-184-3, 969 o.
- 7. Vértanúakták és szenvedéstörténetek, Szent István Társulat, Budapest, 1984, ISBN 963-360-295-5, 460 o.
- 8. A II. századi görög apologéták, Szent István Társulat, Budapest, 1984, ISBN 963-360-303-X, 764 o.
- 9. Szókratész egyháztörténete, Szent István Társulat, Budapest, 1984, ISBN 963-360-287-4, 598 o.
- 10. Augustinus: A szentháromságról, Szent István Társulat, Budapest, 1985, ISBN 963-360-322-6, 527 o.
- 11. Augustinus: Fiatalkori párbeszédek, Szent István Társulat, Budapest, 1986, ISBN 963-360-338-2, 714 o.
- 12. Tertullianus művei, Szent István Társulat, Budapest, 1986, ISBN 963-360-354-4, 1060 o.
- 13. Szent Athanasziosz művei, Szent István Társulat, Budapest, 1991, ISBN 963-360-598-9, 704 o.
- 14. Órigenész az imádságról és a vértanúságról, Szent István Társulat, Budapest, 1997,  helytelen ISBN kód: 963-360-806-0 , 352 o.
- 15. Szent Cyprianus művei, Szent István Társulat, Budapest, 1999, ISBN 963-361-116-4, 436 o.
- 16. Nagy Szent Baszileiosz művei, Szent István Társulat, Budapest, 2001, ISBN 963-361-251-9, 261 o.
- 17. Nazianzoszi Szent Gergely beszédei, Szent István Társulat, Budapest, 2001, ISBN 963-361-302-7, 415 o.
- 18. Nüsszai Szent Gergely művei, Szent István Társulat, Budapest, 2002, ISBN 963-361-352-3, 550 o.
- 19. Jeruzsálemi Szent Kürillosz összes művei, Szent István Társulat, Budapest, 2006, ISBN 978-963-361-856-1, 400 o.

Befejező kötet:
- 20. Vanyó László: Bevezetés az ókeresztény kor dogmatörténetébe, Szent István Társulat, Budapest, 2009, ISBN 978-963-277-136-6, 717 o.